# Jānis Strēlnieks
Jānis Strēlnieks (Talsi, 1º settembre 1989) è un cestista lettone.
È il fratello di Artūrs Strēlnieks, a sua volta cestista.

## Palmarès
- Campionato lettone: 1

Ventspils: 2008-09
- Campionato ucraino: 1

Budivelnyk Kiev: 2013-14
- Campionato tedesco: 3

Brose Bamberg: 2014-15, 2015-16, 2016-17
- VTB United League: 1

CSKA Mosca: 2020-21
- Coppa di Germania: 1

Brose Bamberg: 2017
- Coppa di Lituania: 1

Žalgiris Kaunas: 2021-22
- Supercoppa tedesca: 1

Brose Bamberg: 2015